# Cerastium fontanum
Cerastium fontanum é o nome científico de uma planta herbácea, silvestre (erva daninha), da família das Caryophyllaceae, muito comum na Europa ocidental, junto a caminhos, nos campos de cultivo, prados e nas dunas. É por vezes designada de Orelha–de-rato-vulgar, mas é provável que se trate apenas de uma tradução literal do nome comum em inglês.
Caracteriza-se pelas suas flores - compostas por cinco pétalas brancas bífidas (com a forma de coração) um pouco mais compridas que as suas cinco sépalas de margem mebranosa - que formam inflorescências pouco densas. Os seus frutos têm a forma de cápsulas curvas.
É uma planta vivaz, constituída por rebentos foliáceos rasteiros de onde partem vários caules floríferos ascendentes. As folhas são verde-acizentadas, de forma oblonga ou laceolada, com uma leve pilosidade branca, em disposição oposta, sésseis(sem pecíolo) ou de pecíolo muito reduzido.